# Dinamo Sofia
Dinamo Sofia byl hokejový klub ze Sofie, který hraje Bulharskou hokejovou ligu. Klub byl založen roku 2006. Jejich domovským stadionem je Zimní stadion Slavia.